# Arrhenius (släkter)
Arrhenius är ett svenskt efternamn och namnet på två obefryndade släkter.

## Arrhenius (från Bayern)
En släkt Arrhenius härstammade från handlaren i Linköping Arvid Kapfelman, som enligt uppgift tillhörde en adlig släkt från Bayern. Hans barn, med undantag för den yngste som blev handlare i Åbo, tog sig namnet Arrhenius. Två av sönerna var historikern och psalmdiktaren Jacob Arrhenius och kyrkohistorikern Claudius Arrhenius-Örnhiälm. Jacob Arrhenius var gift med en dotter till Lars Fornelius. Till denna släkt hör historikern Lars Arrhenius (1680–1730), protokollsekreteraren och historikern Jakob Arrhenius d.y. (1721–1791), överstelöjtnanten och kemisten Carl Axel Arrhenius (1757–1824), poesiprofessor Arvid Arrhenius (1683–1741), kapten Klas Arrhenius (1687–1771). Två av Jakob Arrhenius söner tog sig namnet Arrhén, som senare ändrades till Arrhén von Kapfelmann. Dit hör Eric Jacob Arrhén von Kapfelmann.

## Arrhenius (från Småland)
En annan släkt Arrhenius kommer från Målilla socken och tog sig namnet efter Årena där. Dem skrev sig först Arenius (Arehn). Till denna släkt hör Johan Arrhenius, Svante Arrhenius, Olof Arrhenius och Gustaf Arrhenius.